# Kidrama
Kidrama (auch Kidramos, lateinisch Cidramus) war eine antike Stadt in der kleinasiatischen Landschaft Karien (früher mitunter auch Phrygien zugewiesen) im Westen der heutigen Türkei beim heutigen Yorga.
Die Stadt prägte in römischer Zeit Münzen mit der Aufschrift ΚΙΔΡΑΜΗΝΩΝ (Κιδραμηνῶν „der Kidramener“), durch die wir die Namen mehrerer Beamten der Stadt kennen. Die Lokalisierung der Stadt gelang Louis Robert, der die Inschriften und Münzen Kidramas in seinem Corpus La Carie II zusammenstellte. Auf ein spätantikes Bistum der Stadt geht das Titularbistum Cidramus der römisch-katholischen Kirche zurück.